# Plastic Noise Experience
Plastic Noise Experience, accorciato PNE, è un progetto musicale che inizia alla fine del 1989 dall'incontro di due musicisti Claus Kruse e Stephan Kalwa (alias Your Schizophrenic Pal) cresciuti a Minden Germania. Proviene dal progetto precedente Plastic Error, che condusse Claus Kruse da solo per due anni.

## Storia
Claus Kruse e Stephan Kalwa si conobbero in una piccola discoteca a Minden (Renania Settentrionale-Vestfalia). Influenzati da gruppi musicali come i Kraftwerk, The Klinik o Vomito Negro, diedero vita al loro progetto Plastic Noise Experience. Il loro primo lavoro live PNE uscì il 5 gennaio 1991 in occasione dello Schlachthof-Party di Brema.
Dopo 5 cassette demo e una Compilation In febbraio del 1992 uscì il primo album „Transmission“ per la GA Records. La musica era molto ritmica, dura e danzabile, e alcuni pezzi riscossero discreto successo nelle discoteche, tra gli altri Kill The 6, Memoryflow, Tateinheit e Gold .
Fecero uscire il CD „Gold“ e il doppio a tiratura limitata CD „PNE Box“, che ha una versione cover del classico Smalltown Boy dei Bronski Beat.
Dopo il doppio CD due altri pezzi andarono per la maggiore nelle discoteche: Gold (Extended Remix), versione rimixata dell'originale e Ritual, un pezzo in lingua tedesca, che uscì con 3 piccole frasi e fece parte della compilation „Art & Dance Vol. 1“. Una versione live di Ritual fu suonata il 14 dicembre 1992 a (Osnabrück) con la collaborazione di Gin Devo dei Vomito Negro e uscì nel 1993 nella compilation a 3 CD „Art & Dance Vol. 3 - Live“.
Dopo l'uscita del „PNE Box“, fecero uscire un EP del pezzo rifatto „Smalltown Boy“. E altri pezzi dai Kraftwerk One Way Order e Serious Times.

## Passaggio alla KK Records
Il 26 dicembre 1992 i PNE suonarono in occasione del Dark X-Mas-Festival alla Biskuithalle di Bonn su richiesta del pubblico Claus Kruse suonò Moving Hands dei The Klinik in duetto con Dirk Ivens (Klinik, Dive). Di questa performance fu poi fatto nel 1994 un pezzo per la compilation „Living For Music“.
I PNE fecero un nuovo contratto lasciando la GA Records per passare alla più conosciuta etichetta discografica KK Records. Per promozione fecero uscire il mini cd „Zwischenfall“, che uscì con una presentazione video ufficiale il 16. Aprile 1993. Il disco conteneva materiali vecchi e Shadows On The Skyline rinnovato per diventare una hit da club.
Seguirono i due album String Of Ice e l'EP Visage de Plastique. Due pezzi String Of Ice e Dream Destructor, divennero presto Clubhit.
Partì un tour europeo che toccò il Belgio, la Danimarca, la Germania, e la Francia. Alla fine del 1994 i PNE lasciarono la belga KK Records per passare all'americana Van Richter Records. Furono selezionati alcuni brani. L'Album „String Of Ice“ e l'EP „Visage de Plastique“ furono ridotti a 14 pezzi e pubblicati come unico CD con il titolo "-196 °C".

## Discografia
| Veröffentlichung - 1990 · Gold - 1990 · Mission Memory - 1991 · Our Land, Our Lie - 1991 · Mission Memory / Gold - 1991 · The Black Tape - 1992 · Transmission - 1992 · Transmission - 1992 · Gold - 1992 · The Black Box [Limited Edition] - Disc One · Smalltown Boy (by PNE) - Disc Two · Man To Man (by Gaytron) - 1992 · Smalltown Boy - 1993 · Zwischenfall (Promo) [Limited Edition] - 1993 · String Of Ice - 1993 · Visage de Plastique - 1994 · -196 °C - 1995 · Transmitted Memory - Disc One · Transmission - Disc Two · Keep In Memory - 1995 · Neural Transmission - 1997 · Rauschen (Promo) - 1997 · Rauschen - 1997 · Digital Noise - 1997 · City Of Lies / In Your Mind - 1997 · Raw Cuts, Demos & Tapes Part 1 - 2004 · Maschinenraum [Limited Edition] - 2004 · Maschinenmusik [Limited Edition] - Disc One · Maschinenmusik - Disc Two · Live - 2004 · Maschinenmusik - 2004 · Maschinenmusik - 2005 · Noised - 2006 · Dead Or Alive | Format MC LP CD CDM DCD Box CDM EP 3"CD CD EP CD DCD CD CDM CD-R EP DVD Box CD DVD CD | Label - Glasnost Records - GA Records KK Records Van Richter Records GA Records Van Richter Records KK Records Alpha Dial Music Alfa Matrix Metropolis Records Alfa Matrix Van Richter Records | Cat# - GAR LP 002 GAR CD 005 GAR MCD 004 GAR BOX 011 GAR EP 010 GOR MCD 006 GAR EP 010 / EFA 06311 KK 104 KK 101 CD KK 108 MCD VR 1003 GAR DCD 035 GAR CD 035-1 GAR CD 035-2 VR 1006 KK 170 CD KK 171 CD KK 172 CD CD 004 AM 1036 EPCD AM 2031 DCD Ltd AM 1031 CD - AM 1031 CD MET 340 VR 1020 AM1068CD |